# Challenger de Kigali 2025
El torneo Rwanda Challenger 2025 fue un torneo de tenis perteneció al ATP Challenger Tour 2025 en la categoría Challenger 75. Se trató de la 3ª edición; el torneo tuvo lugar en la ciudad de Kigali (Ruanda), desde el 24 de febrero hasta el 2 de marzo de 2025 sobre pista de tierra batida al aire libre.

## Jugadores participantes del cuadro de individuales
| Preclasificado | País                        | Jugador              | Rank1 | Posición en el torneo |
| 1              | Bandera de los Países Bajos | Jesper de Jong       | 105   | Primera ronda         |
| 2              | Bandera de España           | Carlos Taberner      | 177   | Segunda ronda         |
| 3              | Bandera de Francia          | Valentin Royer       | 188   | CAMPEÓN               |
| 4              | Bandera de Francia          | Calvin Hemery        | 190   | Primera ronda, retiro |
| 5              | Bandera de Austria          | Lukas Neumayer       | 212   | Cuartos de final      |
| 6              | Bandera de Rumania          | Filip Cristian Jianu | 226   | Cuartos de final      |
| 7              | Bandera de España           | Oriol Roca Batalla   | 252   | Primera ronda         |
| 8              | Bandera de Croacia          | Matej Dodig          | 264   | Baja                  |

- 1 Se ha tomado en cuenta el ranking del 17 de febrero de 2025.

### Otros participantes
Los siguientes jugadores recibieron una invitación (wild card), por lo tanto ingresan directamente al cuadro principal (WC):
- Marco Cecchinato
- Gabriele Pennaforti
- Maximus Jones

Los siguientes jugadores ingresan al cuadro principal tras disputar el cuadro clasificatorio (Q):
- Guy den Ouden
- Dominik Kellovský
- Zdeněk Kolář
- Andrej Martin
- Neil Oberleitner
- Luka Pavlovic

## Campeones

### Individual Masculino
- Valentin Royer derrotó en la final a  Andrej Martin por 6–1, 6–2

### Dobles Masculino
- Jesper de Jong /  Max Houkes derrotaron en la final a  Geoffrey Blancaneaux /  Zdeněk Kolář por 6–3, 7–5